# 宮城大弥
宮城 大弥（みやぎ ひろや、2001年8月25日 - ）は、沖縄県宜野湾市出身のプロ野球選手（投手）。左投左打。オリックス・バファローズ所属。

## 経歴

### プロ入り前

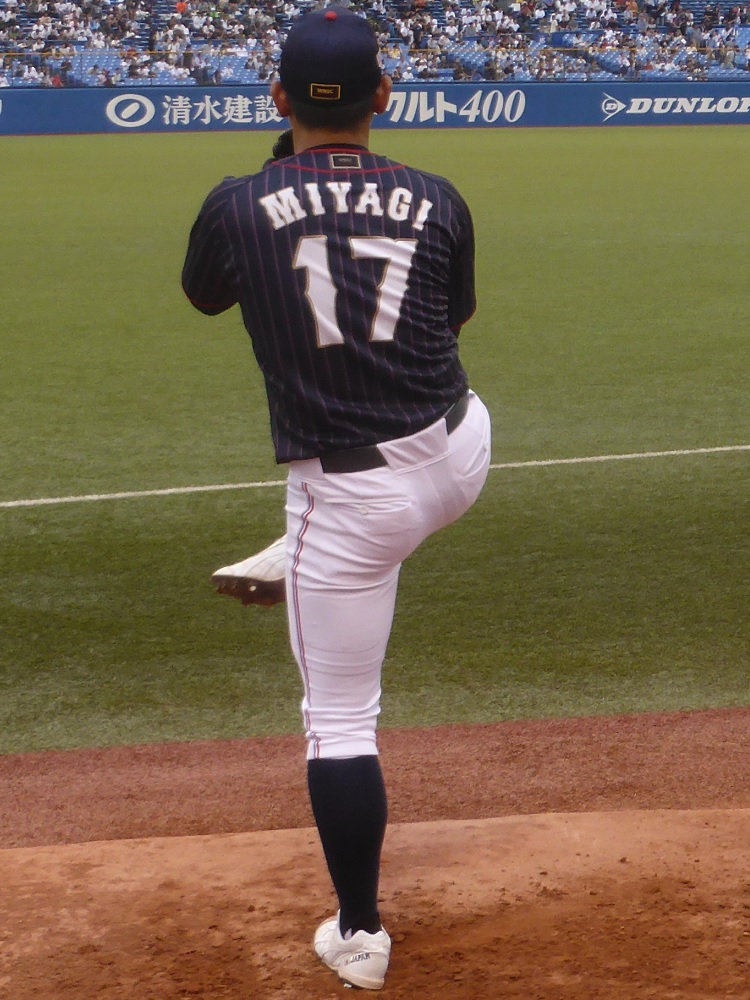
U-18日本代表にて
（2019年8月26日 明治神宮野球場）

4歳の頃より保育園に通いながら少年野球チームに入団して野球を始める。宜野湾市立嘉数中学校時代からポニーリーグのアジア太平洋地域選手権大会で準優勝、侍U15代表メンバーに選出されるなど頭角を現す。右投げの上間永遠とともに硬式野球沖縄選抜の左右の両エースとして活躍していた。高校進学前には、東海大菅生高校、神村学園、秀岳館高校など多くの高校から誘いがあったが、地元の高校から甲子園に出場してほしいという父親の希望もあり、地元の興南高校に進学した。
興南高校では1年春からベンチ入りし、1年夏、2年夏に甲子園出場を果たす。3年夏は沖縄大会決勝で沖縄尚学相手に敗退するも、全6試合に登板、投球回数は46回に対し61奪三振を記録した。2019年8月20日には侍U18代表メンバーに選出される。同大会での登板成績は3試合に登板し、防御率1.04だった。野手としても8打数3安打の成績を残している。
2019年10月17日に行われたドラフト会議で、抽選に2回外れたオリックス・バファローズから1位指名を受け、11月15日に契約金8000万円、年俸770万円（いずれも推定）で仮契約を結んだ。背番号は13。契約金のうち約2000万円を出身小中学校や野球チーム、沖縄県の自治体などへ寄付したという。

### オリックス時代
2020年は新型コロナウイルスの影響で一二軍ともに公式戦が開幕延期・縮小開催となったが、6月25日の阪神タイガースとの二軍戦で公式戦デビューし、自己最速を更新する153km/hを計測した。ウエスタン・リーグで11試合に登板し、5勝2敗・防御率2.90と結果を残すと、10月4日の東北楽天ゴールデンイーグルス戦でプロ初登板初先発。5回7安打2失点の内容で勝敗は付かなかったものの、3度目の先発となった11月6日の北海道日本ハムファイターズ戦では5回7安打3失点の内容でプロ初勝利を挙げた。ルーキーイヤーは二軍で13試合に登板し、チーム2位の59回2/3を投げ、6勝2敗・防御率2.72の好成績でウエスタン・リーグ最多勝を獲得。さらにNPB AWARDS 2020にて優秀選手賞・殊勲賞・ビッグホープ賞・期待賞も獲得した。一軍では3試合に先発し、1勝1敗・防御率3.94を記録。オフに100万円増となる推定年俸870万円で契約を更改した。
2021年は初の開幕ローテーション入りを果たし、開幕2戦目の埼玉西武ライオンズ戦に先発。7回5安打2失点の好投で勝利投手となった。急性胃腸炎により4月23日に出場選手登録を抹消されたが、復帰登板となった5月3日の西武戦でシーズン3勝目を挙げると、同26日の横浜DeNAベイスターズ戦では開幕5連勝を記録した。6月2日の阪神戦でシーズン初黒星を喫したものの、6月27日終了時点で8勝1敗・防御率1.93と好成績を残すと、翌28日に集計結果が発表されたオールスターのファン投票にて、パ・リーグの先発部門1位に選出された。10代かつファン投票での球宴出場はオリックスでは67年ぶりであり、第2戦に先発して2回2安打1失点であった。東京オリンピックによる中断期間を経て、8月13日の千葉ロッテマリーンズ戦で後半戦開幕投手を務め、12球団最速となる10勝目を挙げた。9月以降はやや調子を落としたものの、レギュラーシーズン最後の登板となった10月21日の西武戦では6回途中1失点の好投で勝利投手。球団史上初となる「開幕から西武戦6戦6勝」を記録したと共に規定投球回に到達。この年はシーズンを通して先発陣の一角を担い、23試合の先発で13勝4敗・防御率2.51と好成績を残し、チームの25年ぶりのリーグ優勝に大きく貢献した。ポストシーズンでは、東京ヤクルトスワローズとの日本シリーズ第2戦に先発し、8回途中1失点と力投したが、打線の援護が無く敗戦投手となった。オフに、高卒3年目以内の選手としては歴代2位の昇給率となる475%増（4130万円増）の推定年俸5000万円で契約を更改。また、前述の実績から12月15日に行われたNPB AWARDS 2021でパ・リーグ新人王を獲得した。
2022年1月21日に新型コロナウイルス陽性判定を受け、春季キャンプに出遅れたが、2年連続で開幕ローテーション入り。5月に10日間の登録抹消期間がありながらも前半戦は先発ローテーションを守り、前年と比べて奪三振率は変わらずに与四球率を改善させたものの、インプレーの打球がアウトになりにくい不運に見舞われ、16試合の先発で6勝5敗・防御率3.70と苦しんだ。後半戦2度目の先発登板となった8月11日の楽天戦で8回2安打無四球6奪三振1失点と好投し、勝利投手となると、同27日の西武戦では9回4安打無四球無失点の快投でプロ初の完封勝利を挙げた。8月は4先発で3勝1敗・防御率1.14と好成績を収め、自身初となる月間MVPに選出された。この年もシーズンを通して先発ローテーションを守り、24試合に先発して2年連続で規定投球回に到達。11勝8敗・防御率3.16を記録し、チームのリーグ連覇に大きく貢献した。ポストシーズンでは、福岡ソフトバンクホークスとのCSファイナルステージ、ヤクルトとの日本シリーズでそれぞれ1勝を記録。日本シリーズでは、エースの山本由伸の離脱を受けて、キャリア初となる中4日での先発登板もこなし、チーム26年ぶりの日本一にも貢献した。オフに3000万円増となる推定年俸8000万円で契約を更改した。
2023年はWBCへの出場（詳細後述）を経て、開幕1週間前にチームへ合流。宮城自身は開幕投手に意欲を見せていたが、二軍での調整登板を経て、開幕7試合目の日本ハム戦でシーズン初登板初先発となり、6回無失点の好投でシーズン初勝利を挙げた。4月25日の日本ハム戦では6安打3四死球5失点の乱調、自己最短の1回2/3で降板したものの、続く5月2日のソフトバンク戦で8回無失点と好投し、勝利投手。さらに同9日の楽天戦では9回4安打1四球6奪三振無失点と快投し、自身2度目の完封勝利を挙げた。5月28日の西武戦でシーズン初黒星を喫したが、続く6月4日の中日ドラゴンズ戦では第4打席でレフト前に適時打を放ち、プロ初打点を記録。投げては9回2安打無四球10奪三振無失点、二塁を踏ませない圧巻の投球で完封勝利を挙げた。7月は3試合の登板で未勝利、うち2試合は4失点以上で敗戦投手と調子を落としたが、8月は5試合の登板で3勝0敗・防御率1.30と復調。8月24日の西武戦では9回4安打無四球12奪三振無失点で完封勝利も挙げ、2年連続2度目となる月間MVPを受賞した。9月19日に発熱による特例2023で出場選手登録を抹消され、翌20日のリーグ3連覇達成時はチームに帯同できなかったものの、10月4日のロッテ戦で一軍復帰を果たし、5回1失点（自責点0）で3年連続となる規定投球回に到達。この年は22試合の先発登板で10勝4敗・防御率2.27、リーグ最多の3完封を記録し、チームのリーグ3連覇に大きく貢献した。ポストシーズンでは、ロッテとのCSファイナルステージ第4戦に先発し、6回無失点で勝利投手。阪神との日本シリーズ第2戦でも6回無失点で勝利投手となったが、3勝3敗で迎えた第7戦では4回2/3を5失点で降板し、チームも敗れて試合後には涙を流した。オフに倍増となる推定年俸1億6000万円で契約を更改した。
2024年は自身初の開幕投手を務め、開幕から5先発全てでQS（うちHQS4度）を記録し、防御率1.41と好投を続けながらも、打線の援護がなく2勝3敗。続く5月8日の楽天戦は秋田県立野球場で開催され、気温10度を下回る寒さの中、3回裏に自身2年ぶりの押し出し四球を許し、4回裏には投手コーチとトレーナーがマウンドに集まる場面もあった。この試合は4回3失点（自責点1）で降板して敗戦投手となり、同10日には登録抹消。球団からは宮城が5月9日に神戸市内の病院を受診して左大胸筋の筋損傷と診断されたことが発表された。6月19日の二軍戦で実戦復帰を果たし、同27日のソフトバンク戦で一軍復帰登板となり、5回無失点で勝利投手。翌6月28日の登録抹消を経て、中12日で7月10日のソフトバンク戦に先発して以降は、登録抹消されることなくシーズン終了まで先発ローテーションを回った。しかし、レギュラーシーズン最終戦となった10月6日の楽天戦では、最優秀防御率のタイトルと4年連続の規定投球回到達を懸けて先発するも、7回表のオリックス攻撃中に雨脚が強まり、無念の降雨コールド。規定投球回には1回1/3届かず、タイトル獲得も逃し、この年は20試合の先発登板で7勝9敗・防御率1.91という成績であった。11月3日（秋季練習最終日）に岸田護新監督から翌年の開幕投手に指名され、同24日には背番号が18へ変更となることが球団から発表。12月4日の契約更改交渉では4000万円増となる推定年俸2億円でサインした。
2025年は開幕前に日本代表強化試合（詳細後述）へ出場。レギュラーシーズンでは前年の予告通り、楽天との開幕戦でシーズン初登板初先発となり、8回1失点と好投したものの、守護神・マチャドが同点を許し、宮城に勝敗は付かなかった。7月2日の西武戦は沖縄セルラースタジアム那覇で開催され、自身初の凱旋登板となったが、2-0で迎えた6回裏二死走者なしから四球と連打で同点を許し、7回2失点で勝敗付かず。本人が「リードを守れるような投球がしたかった」「できれば勝ちたかった」と悔やんだこの試合が象徴するように、試合中盤まで無失点に抑えながらも試合終盤に同点を許して白星を逃す登板が目立ち、前半戦終了時点では15試合に先発登板し、3勝3敗・防御率2.47という成績であった。ただ、ファン投票で4年ぶり2度目となるオールスターに選出されており、球宴第1戦に先発し、2回無失点に抑えた。

## 代表経歴

### 第5回WBC
2023年1月26日、第5回WBC出場メンバーに選出された。1次ラウンドのチェコ戦に3番手として初登板し、5回1失点の好投でセーブも記録された。同大会ではこの1試合の登板のみであったものの、チームの世界一に貢献した。

### 第6回WBC
2025年2月14日に同年3月5日、6日に実施されるオランダとの侍ジャパン強化試合のメンバーに選ばれることが発表された。2023年WBCの優勝メンバーとしては唯一の選出である。第1戦に先発登板する予定であることも明かされ、実際に先発した3月5日の試合では3回まで投げ、打者9人に対し無四球無安打4奪三振のパーフェクトピッチングを見せた。

## 選手としての特徴
| 球種           | 配分 % | 平均球速 km/h |
| -------------- | ------ | ------------- |
| ストレート     | 45.6   | 145.2         |
| スライダー     | 30.9   | 126.5         |
| チェンジアップ | 9.6    | 122.7         |
| フォーク       | 8.5    | 135.2         |
| スローカーブ   | 5.4    | 92.2          |

投球フォームはスリークォーター。身長171cmとプロ野球選手としては小柄な部類であり、踏み出す右足は一塁側へインステップすることから、独特のアームアングルがある。
持ち球は最速155km/hのストレート、スライダー、カーブ、フォーク、チェンジアップ。カーブはプロ入り後に改良を重ね、球速を落としている。また、フォークはプロ入り後に習得した球種であり、2023年にはダルビッシュ有（WBCでのチームメイト）のアドバイスを受けて改良を加えている。
相手打者は100km/hを切るほどのカーブ・縦横への変化・幅広い球速帯に対応しなければならない。決して力でねじ伏せるタイプではないが、制球力があり、緩急をつけながら、巧みに相手打者のバランスを崩す投球スタイルである。
2023年シーズンでは146回2/3を投げ、盗塁企図数は1度のみと牽制やクイックの技術が非常に高い。

## 人物・エピソード
控えめな性格の持ち主。2021年のオールスターゲームの中間発表ではパ・リーグの投手部門1位の票数を集めたが、宮城本人は「間違いです。いてはいけないところに入った気がする」とコメントしている。普段から物怖じせず、堂々とした振る舞いを見せ、前述の投球スタイルの点も含めて球団内では「プロ10何年目の選手みたい」と言われる。オリックスでの寮生活では後輩の面倒見がよく、後述の坊主刈りのミスの際にも笑って許したという。
幼少期、父親が交通事故に遭い、左腕が不自由になった影響で定職に就くことが出来なかったため、食費もままならない貧しい暮らしを送っていた。そのため少年時代はユニフォームがつぎはぎだらけで、それをチームメイトにからかわれたり、陰口を叩かれたりすることもあった。2019年のドラフト会議前に放送されたドキュメンタリー番組『ドラフト緊急生特番!お母さんありがとう』（TBSテレビ）では、宮城と両親への取材を基に再現ドラマでその頃からの日々が紹介された。こうした経験から、経済的な理由でスポーツを断念しなければならない沖縄県内の小・中学生、高校生のアスリートを支援する「一般社団法人 宮城大弥基金」を2022年に設立した。
髪型にこだわりが無く、2020年オフから髪を伸ばし続け、サイドはセルフカットしていたものの2021年5月頃には襟足が目立つようになった。「負けるまで髪を切らない」という縁起担ぎをし、現役時代に同様の縁起担ぎをしていた井川慶からは「負けても髪は切らなくていい」とアドバイスを送られていた。メディアから「トレードマークの長髪」と表現されるなど、髪型に関して世間一般にも認知されるようになったが、6月11日にTwitterやInstagramといったオリックス公式SNSにおいて0.5mmの坊主頭で登場してファンを驚かせた。普段宮城の髪を整えている前佑囲斗が不在だったため、たまたま寮に居合わせた中川拓真が宮城の坊主刈りを担当。一度は9mmの坊主頭に仕上がっていたが、中川がバリカンのアタッチメントを外して産毛を整えた後に再度9mmの坊主頭を綺麗に整えようとした際、アタッチメントを付けるのを忘れて刈ってしまったため、全体を0.5mmの坊主頭に剃り上げることになってしまった。「イメージチェンジ」の反響は大きく、球団が早速「神様仏様宮城様」Tシャツを制作し、それを着た宮城がお立ち台でPRしたところ、即座に全サイズ完売となった。
第5回WBCの間のある日、トイレで佐々木朗希と話していたが、いつの間にか大谷翔平に入れ替わっていることに気づかずタメ口でそのまま喋ってしまい、宮城本人はかなり焦ったそうだが、大谷は寛容であったため、「そのままタメ口でいいよ」と言ってくれた。そして宮城は「じゃあ、よろしく」とすぐタメ口で返した。
プロ入り前まで各球団のセ・パ両リーグ別を理解していなかった。
タレント、女優の宮城弥生は実妹。

## 詳細情報

### 年度別投手成績
| 年 度     | 球 団      | 登 板 | 先 発 | 完 投 | 完 封 | 無 四 球 | 勝 利 | 敗 戦 | セ 丨 ブ | ホ 丨 ル ド | 勝 率 | 打 者 | 投 球 回 | 被 安 打 | 被 本 塁 打 | 与 四 球 | 敬 遠 | 与 死 球 | 奪 三 振 | 暴 投 | ボ 丨 ク | 失 点 | 自 責 点 | 防 御 率 | W H I P |
| --------- | ---------- | ----- | ----- | ----- | ----- | -------- | ----- | ----- | -------- | ----------- | ----- | ----- | -------- | -------- | ----------- | -------- | ----- | -------- | -------- | ----- | -------- | ----- | -------- | -------- | ------- |
| 2020      | オリックス | 3     | 3     | 0     | 0     | 0        | 1     | 1     | 0        | 0           | .500  | 73    | 16.0     | 19       | 0           | 6        | 0     | 1        | 16       | 1     | 0        | 8     | 7        | 3.94     | 1.56    |
| 2021      | オリックス | 23    | 23    | 0     | 0     | 0        | 13    | 4     | 0        | 0           | .765  | 594   | 147.0    | 118      | 9           | 39       | 1     | 9        | 131      | 0     | 0        | 44    | 41       | 2.51     | 1.07    |
| 2022      | オリックス | 24    | 24    | 2     | 1     | 2        | 11    | 8     | 0        | 0           | .579  | 612   | 148.1    | 137      | 11          | 30       | 1     | 6        | 127      | 0     | 0        | 57    | 52       | 3.16     | 1.13    |
| 2023      | オリックス | 22    | 22    | 3     | 3     | 2        | 10    | 4     | 0        | 0           | .714  | 575   | 146.2    | 107      | 7           | 31       | 1     | 5        | 122      | 1     | 0        | 38    | 37       | 2.27     | 0.94    |
| 2024      | オリックス | 20    | 20    | 3     | 0     | 2        | 7     | 9     | 0        | 0           | .438  | 560   | 141.2    | 115      | 7           | 22       | 0     | 3        | 139      | 2     | 0        | 31    | 30       | 1.91     | 0.97    |
| 通算：5年 | 通算：5年  | 92    | 92    | 8     | 4     | 6        | 42    | 26    | 0        | 0           | .618  | 2414  | 599.2    | 496      | 34          | 128      | 3     | 24       | 535      | 4     | 0        | 178   | 167      | 2.51     | 1.04    |

- 2024年度シーズン終了時
- 各年度の太字はリーグ最高

### 年度別投手（先発）成績所属リーグ内順位
| 年 度 | 年 齢 | リ ｜ グ   | 完 投 | 完 封 | 勝 利 | 勝 率 | 投 球 回 | 奪 三 振 | 防 御 率 |
| ----- | ----- | ---------- | ----- | ----- | ----- | ----- | -------- | -------- | -------- |
| 2020  | 19    | パ・リーグ | -     | -     | -     | -     | -        | -        | -        |
| 2021  | 20    | パ・リーグ | -     | -     | 2位   | 2位   | 10位     | 9位      | 2位      |
| 2022  | 21    | パ・リーグ | 4位   | 5位   | 3位   | 4位   | 6位      | 5位      | 7位      |
| 2023  | 22    | パ・リーグ | 2位   | 1位   | 4位   | 2位   | 9位      | 9位      | 3位      |
| 2024  | 23    | パ・リーグ | 3位   | -     | -     | -     | -        | 7位      | -        |

- - は10位未満（規定投球回未達も - と表記）
- 太字は規定投球回到達年度

### WBCでの投手成績
| 年 度 | 代 表 | 登 板 | 先 発 | 勝 利 | 敗 戦 | セ ｜ ブ | 打 者 | 投 球 回 | 被 安 打 | 被 本 塁 打 | 与 四 球 | 敬 遠 | 与 死 球 | 奪 三 振 | 暴 投 | ボ ｜ ク | 失 点 | 自 責 点 | 防 御 率 |
| ----- | ----- | ----- | ----- | ----- | ----- | -------- | ----- | -------- | -------- | ----------- | -------- | ----- | -------- | -------- | ----- | -------- | ----- | -------- | -------- |
| 2023  | 日本  | 1     | 0     | 0     | 0     | 1        | 16    | 5.0      | 2        | 0           | 0        | 0     | 0        | 7        | 1     | 0        | 1     | 1        | 1.80     |

### 年度別守備成績
| 年 度 | 球 団      | 投手  | 投手  | 投手  | 投手  | 投手  | 投手     |
| 年 度 | 球 団      | 試 合 | 刺 殺 | 補 殺 | 失 策 | 併 殺 | 守 備 率 |
| ----- | ---------- | ----- | ----- | ----- | ----- | ----- | -------- |
| 2020  | オリックス | 3     | 0     | 2     | 0     | 0     | 1.000    |
| 2021  | オリックス | 23    | 5     | 22    | 0     | 1     | 1.000    |
| 2022  | オリックス | 24    | 2     | 21    | 1     | 0     | .958     |
| 2023  | オリックス | 22    | 13    | 25    | 2     | 1     | .950     |
| 2024  | オリックス | 20    | 3     | 26    | 0     | 0     | 1.000    |
| 通算  | 通算       | 92    | 23    | 96    | 3     | 2     | .975     |

- 2024年度シーズン終了時
- 各年度の太字はリーグ最高

### 表彰
NPB
- 新人王（2021年）
- 月間MVP：2回（投手部門：2022年8月、2023年8月）
- 月間最優秀バッテリー賞：1回（2022年8月 捕手：伏見寅威）

その他
- 沖縄タイムス 特別スポーツ賞（2022年）
- 沖縄タイムス 国際栄誉賞（2023年）

### 記録
初記録
投手記録
- 初登板・初先発登板：2020年10月4日、対東北楽天ゴールデンイーグルス18回戦（京セラドーム大阪）、5回2失点で勝敗つかず[19]
- 初奪三振：同上、1回表に浅村栄斗から空振り三振
- 初勝利・初先発勝利：2020年11月6日、対北海道日本ハムファイターズ24回戦（京セラドーム大阪）、5回3失点（自責2）[20]
- 初完投：2022年7月13日、対福岡ソフトバンクホークス13回戦（福岡PayPayドーム）、8回6安打4失点（自責2）10奪三振で敗戦投手[53]
- 初完投勝利・初完封勝利：2022年8月27日、対埼玉西武ライオンズ23回戦（京セラドーム大阪）、9回4安打無四死球無失点3奪三振[52]

打撃記録
- 初打席・初安打：2021年5月26日、対横浜DeNAベイスターズ2回戦（横浜スタジアム）、2回表に大貫晋一から中前安打
- 初打点：2023年6月4日、対中日ドラゴンズ3回戦（バンテリンドーム ナゴヤ）、8回表に藤嶋健人から左前適時打[136]

その他の記録
- オールスターゲーム出場：1回（2021年）

### 背番号
- 13（2020年[13] - 2024年）
- 18（2025年[95] - ）
- 29（2023年WBC）

### 登場曲
- 「三線の花」BEGIN（2021年 - 2023年）
- 「刹那」GReeeeN (2023年、能見篤史解説時)
- 「小さな恋のうた」MONGOL800（2024年 - ）

### 代表歴
- 2016 第3回WBSC U-15ベースボールワールドカップ 日本代表[137]
- 2019 WBSC U-18ワールドカップ 日本代表
- 2023 ワールド・ベースボール・クラシック日本代表